# Andrena hastulata
Andrena hastulata är en biart som beskrevs av Laberge 1986. Andrena hastulata ingår i släktet sandbin, och familjen grävbin. Inga underarter finns listade i Catalogue of Life.